# Torsten Læstadius
Torsten Læstadius, född 2 maj 1903 i Härnösand, död 28 februari 1983 i Solberga församling, Göteborgs och Bohus län, var en svensk psykiater.
Efter studentexamen i Uppsala 1922 blev Læstadius medicine kandidat 1930 och medicine licentiat vid Uppsala universitet 1937. Han var amanuens vid Uppsala universitet 1925–33, innehade olika läkarförordnanden 1937–39, blev underläkare 1940, andre läkare 1943 och förste läkare vid Lillhagens sjukhus i Göteborg 1947, överläkare 1954–55 och 1961–63, biträdande överläkare från 1963. Han var marinläkare av första graden i Marinläkarkårens reserv från 1951. Han innehade rättspsykiatriska och militärpsykiatriska uppdrag från 1942 och författade psykiatriska skrifter. Han tillhörde kommunalfullmäktige i Säve landskommun 1950–62.